# Слободянюк Іван Лук'янович
Іва́н Лук'я́нович Слободяню́к (зустрічається також написання прізвища як Слободенюк, 25 квітня 1923, Долотецьке — † 29 вересня 1943, Радсело) — Герой Радянського Союзу.

## Життєпис
Народився у с. Долотецькому Погребищенського району Вінницької області. Майже вся родина І. Слободянюка померла під час голодомору 1933 р., а його двоюрідного брата 12-річного Сидора Форостюка по-звірячому вбили активісти за те, що він підібрав на колгоспному полі вже після збору врожаю для вмираючої сім'ї кілька цибулин.
У червні 1941 р. забрали до армії. Після закінчення Київського артилерійського училища в серпні 1942 р. був скерований у діючу армію. Командував взводом управління 65-го гвардійського артилерійського полку 36-ї гвардійської артилерійської дивізії 57 армії Степного фронту.
Гвардії старший лейтенант Слободянюк в ніч проти 26 вересня 1943 р. у числі перших в полку форсував Дніпро в районі села Паньковки (Верхньодніпровський район Дніпропетровської області). Разом зі стрілецькими підрозділами захопив рубіж і протягом 4 діб відбивав контратаки противника. Іван зі своїми підлеглими знищив 2 танки, 4 гармати, 7 кулеметів і велику кількість живої сили противника. Завдяки тому, що артилеристи утримували займані позиції, вони тим самим забезпечили переправу через річку іншим підрозділам дивізії. Сам Іван Слободянюк загинув 29 вересня у двадцятирічному віці. Поховали в груповій могилі в с. Радселі Петриківського району Дніпропетровської області, де його іменем названа одна з вулиць села.
20 грудня 1943 р. І. Л. Слободянюка посмертно нагородили найвищим званням СРСР Героя Радянського Союзу.
У селі Довгалівка встановлений бюст герою.